# Ben Brooks
Ben Brooks (Gloucestershire, 1992) es un escritor inglés, autor de seis novelas.
Empezó muy temprano a escribir y se dio a conocer publicando Grow up / Crezco con solo 19 años, aunque ya lo había redactado a los diecisiete. Sus temas más frecuentes son los problemas de la adolescencia y la juventud británica actual, el alcohol, el sexo, las drogas. Vivió durante un tiempo en Barcelona y en Tiana y actualmente reside en Berlín. Su obra más conocida es Lolito (2014). Ha sido muy traducido, por ejemplo al español y al catalán, de suerte que se ha transformado en un icono de la generación millenial. Ha estado nominado al Premio Pushcart, de Pushcart Press.

## Obra
- Dasha (poesía)
- Crezco, Edimburgo, 2011.
- Fences
- An Island of Fifty, 2013
- The Kasahara School of Nihilism
- Upward Coast and Sadie
- Lolito, 2014.
- Hurra, 2016.
- cuentos para niños que se atreven a ser diferentes, 2019
- La historia imposible de Sebastian Cole (infantil), 2019
- Los tres terribles inventos de Walter Swizwit (infantil), 2024